# بريان باريوس
بريان باريوس (بالإسبانية: Bryan Bernárdez)‏ هو لاعب كرة قدم هندوراسي في مركز الدفاع، ولد في 1994 في سان بيدرو سولا في هندوراس. لعب مع نادي ماراثون.

## وصلات خارجية
- بريان باريوس على موقع Soccerway.com (الإنجليزية)